# 史奈德半島
71°25′S 61°26′W / 71.417°S 61.433°W
史奈德半島是南極洲的半島，位於帕爾默地東岸，被冰雪覆蓋，美國地質調查局在1974年把半島繪入地圖，該半島以美國海軍少將命名。